# Falacia furtiva
La falacia furtiva es una falacia informal de énfasis en la que se afirma que las acciones ilícitas de los dirigentes han provocado ciertas consecuencias. El historiador David Hackett Fischer la identificó como la creencia de que los hechos significativos de la historia son necesariamente siniestros y de que «la propia historia es una sucesión de causas en su mayoría insidiosas y resultados en su mayoría injustos». Es más que una teoría de conspiración, puesto que no se limita a considerar la posibilidad de motivos y actividades ocultos, sino que insiste en ellos. En su forma más extrema, la falacia representa una paranoia generalizada.
Fischer identifica varios ejemplos de esta falacia, en particular las obras de Charles Beard. En cada caso, Fischer muestra que los historiadores proporcionaron descripciones detalladas de personajes históricos que habían participado en reuniones no registradas y que actuaban de forma poco moral, pero que estas descripciones estaban basadas en poca o ninguna evidencia. Señala que la falacia furtiva no implica necesariamente una falsificación deliberada de la historia; puede surgir de una creencia sincera (pero errónea) de que nada sucede por accidente o error.
Richard Hofstadter analizó la falacia antes que Fischer, aunque no con ese nombre. Al revisar escritos de los historiadores de la Era Progresista, Hofstadter se dio cuenta de que tendían a asumir que la realidad siempre se ocultaba e ignoraba, y que se determinaba por sobornos, descuentos y acuerdos comerciales secretos.

Una modificación de la falacia furtiva sostiene que el hecho de que el registro histórico no aporte pruebas para explicar un conjunto de acontecimientos en concreto es en sí mismo prueba de una causa furtiva.
Jeffrey M. Bale critica la idea de la falacia furtiva aludiendo al riesgo de que los historiadores subestimen la influencia de sociedades secretas en el mundo de la política, partidos de vanguardia y servicios de inteligencia.